# Recife Open Internacional de Tenis
Il Recife Open Internacional de Tenis è stato un torneo di tennis che si giocava a Recife in Brasile nella sola edizione del 2011. L'evento faceva parte dell'ATP Challenger Tour e si giocava su campi in cemento.

## Albo d'oro

### Singolare
| Anno | Campione      | Finalista              | Punteggio   |
| ---- | ------------- | ---------------------- | ----------- |
| 2011 | Ricardo Mello | Rogério Dutra da Silva | 7–6(5), 6–3 |

### Doppio
| Anno | Campioni                      | Finalisti                  | Punteggio |
| ---- | ----------------------------- | -------------------------- | --------- |
| 2011 | Guido Andreozzi Marcel Felder | Rodrigo Grilli André Miele | 6–3, 6–3  |